# Onze-Lieve-Vrouw-van-Zeven-Smartenkapel (Kapelberg)
De Onze-Lieve-Vrouw van Zeven Smartenkapel is een kapel op een heuvel in de gemeente Roosendaal in de Nederlandse provincie Noord-Brabant. De kapel op de kapelberg staat in het uiterste noorden van de gemeente vlak bij de A17. In het noordoosten ligt de Kapelweg.
De kapel is een rijksmonument en is gewijd aan de Onze-Lieve-Vrouw van Smarten.

## Geschiedenis
In 1870 wordt reeds al op een kaart hier een kapelberg gesitueerd.
In 1897 werd de kapel in opdracht en op kosten van de Roosendaalse familie Van Gilse gebouwd naar een ontwerp van M. Vergouwen, op een plek waar van oudsher al een kapel stond.

## Opbouw
De kapel heeft een achthoekig plattegrond en is opgetrokken in een neoromaanse stijl met enige elementen van de neogotiek. De kapel staat op een heuvel en vanaf de kapel loopt er in oostelijke richting een opgehoogde weg langzaam af, waarbij aan de zijkanten bomen zijn aangeplant die laag gesnoeid zijn. 

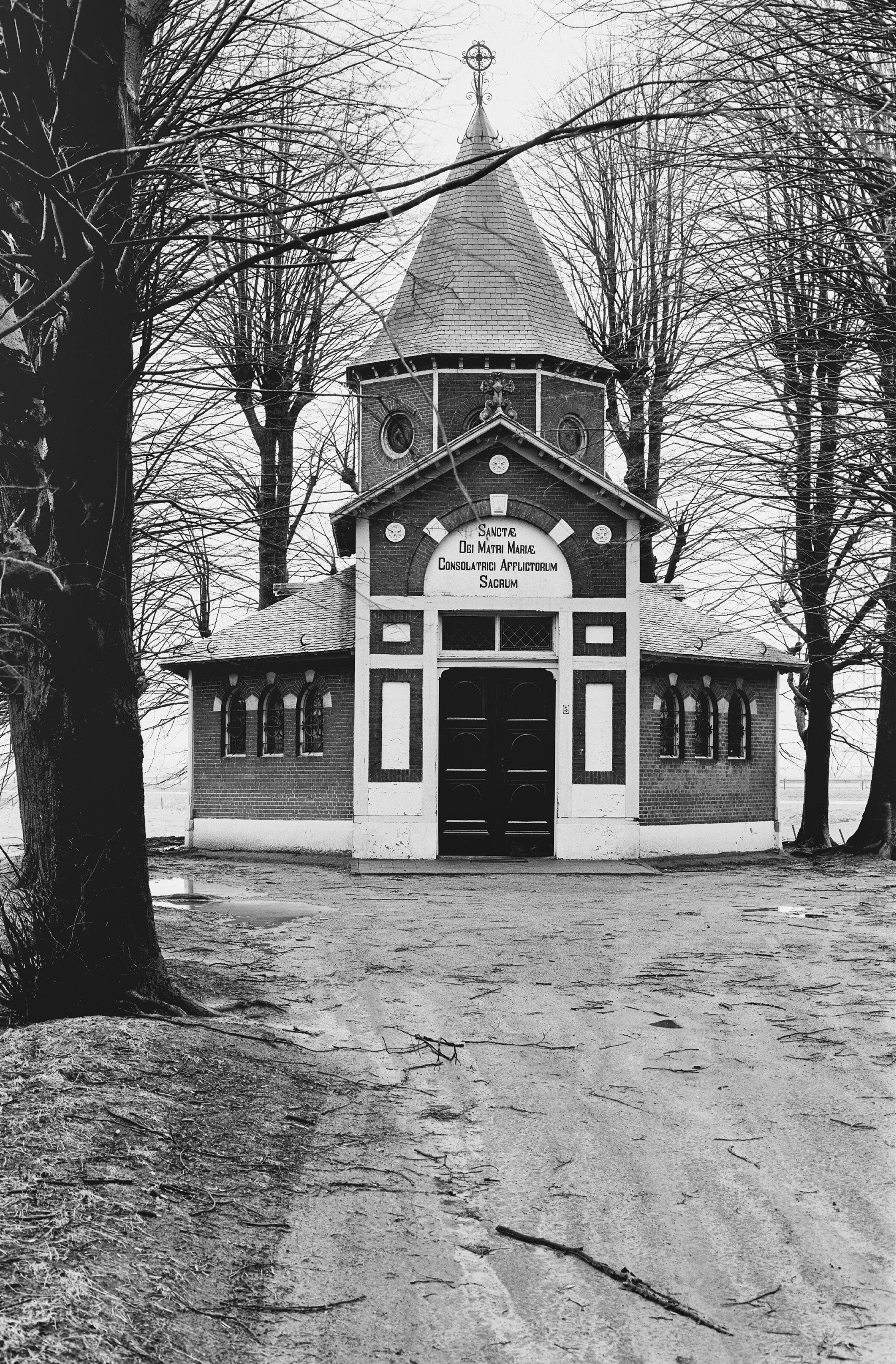
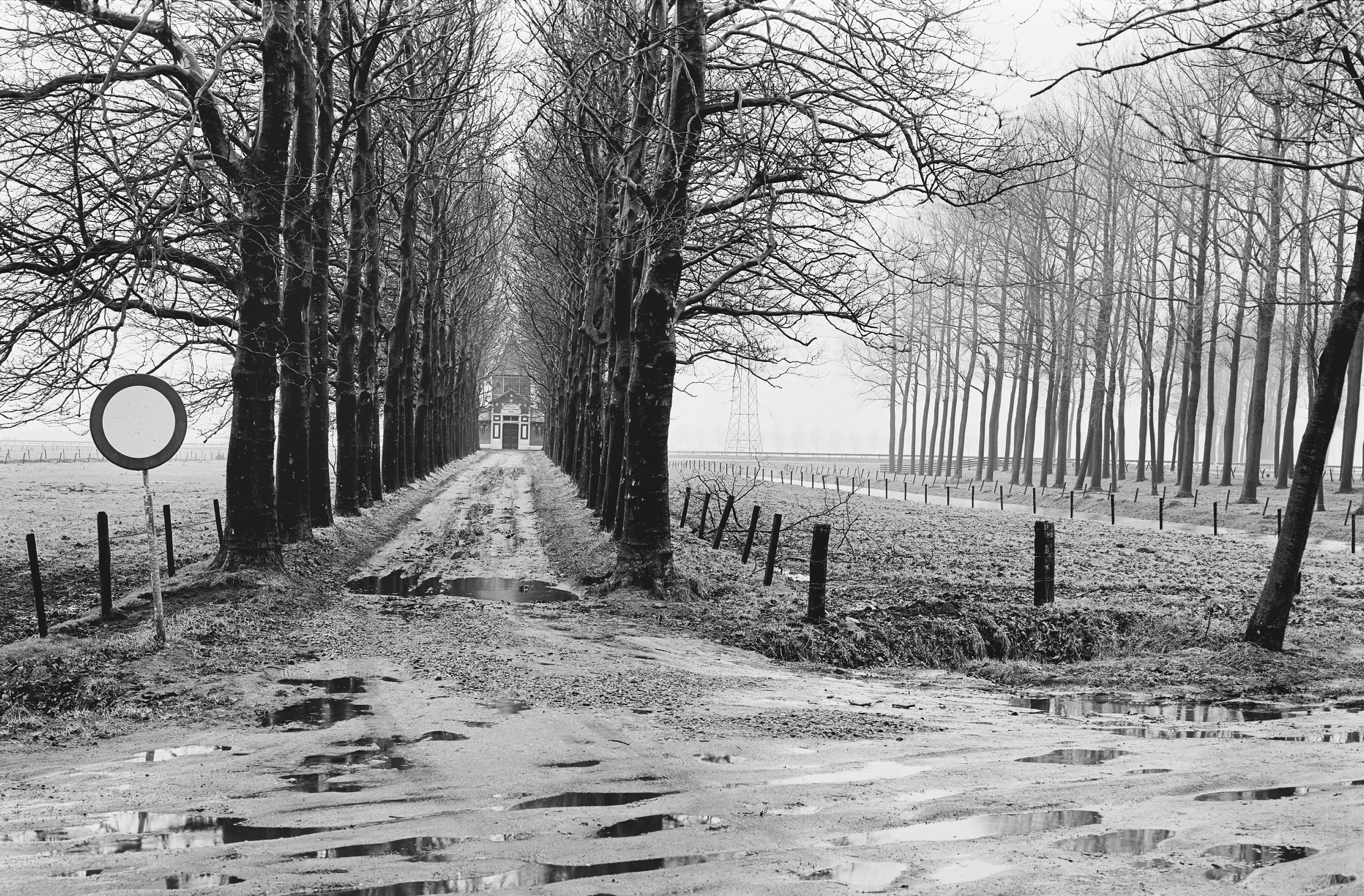